# كارستن إغرز
كارستن إغرز (بالألمانية: Carsten Eggers)‏ هو نحات ورسام ألماني، ولد في 18 مايو 1957 في شتاده في ألمانيا.

## معرض صور

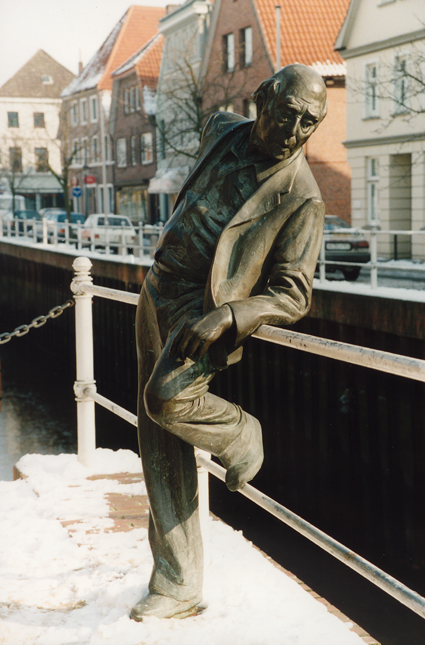
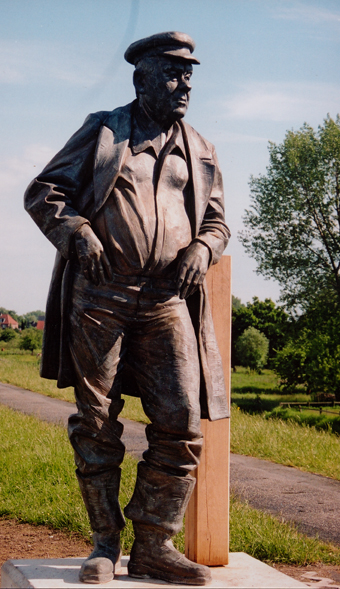
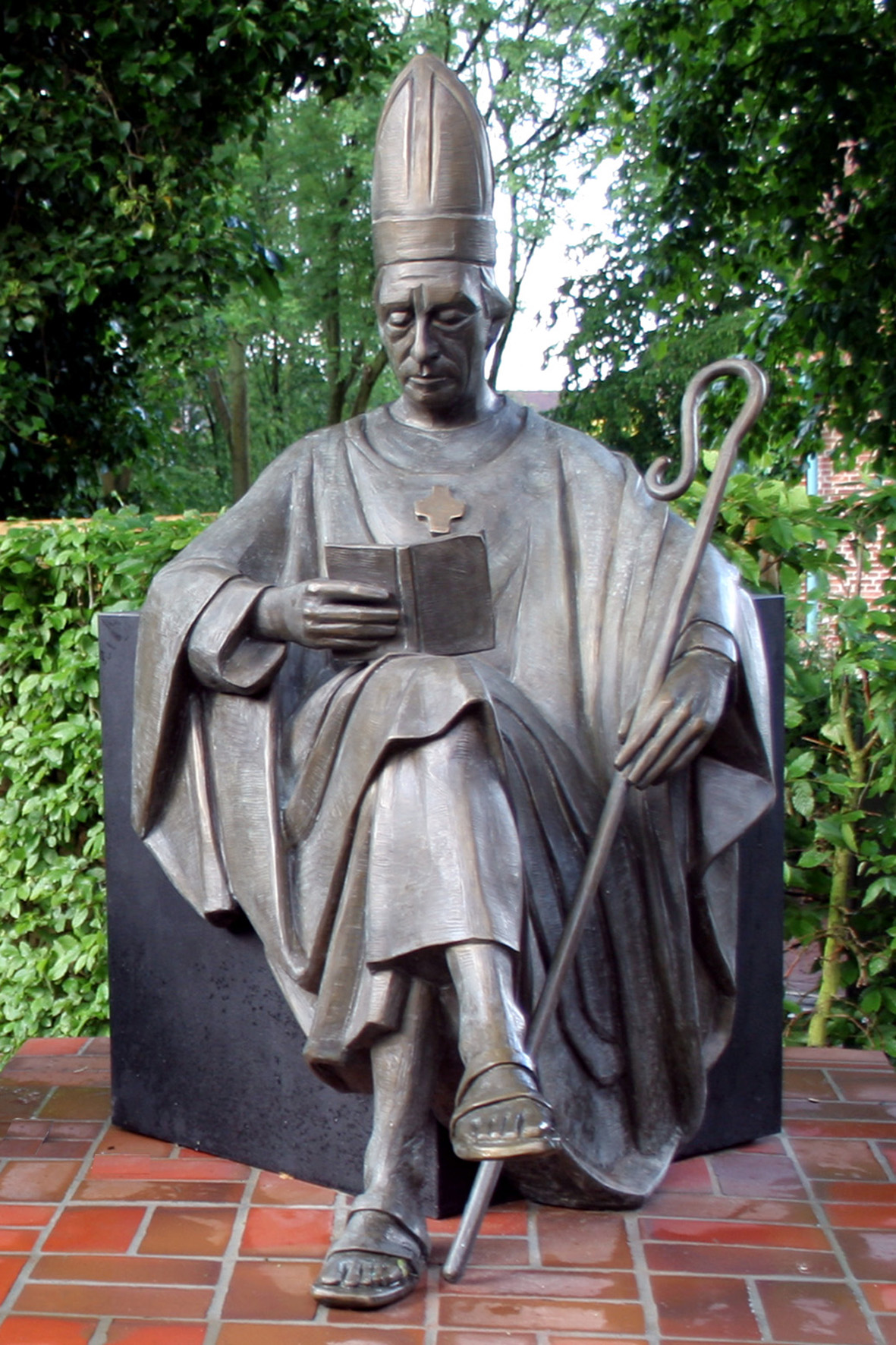
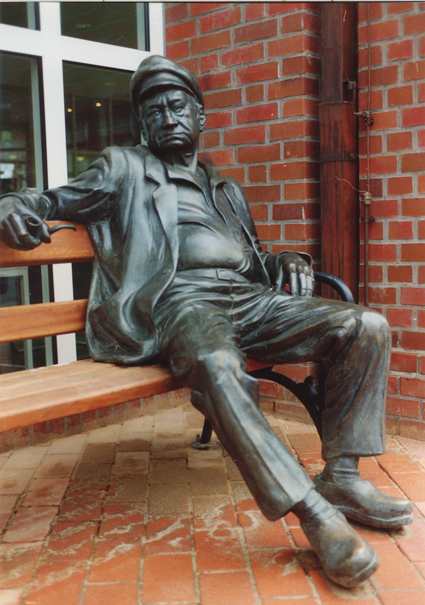